# 鈴木油脂工業
鈴木油脂工業株式会社（すずきゆしこうぎょう）は、大阪府大阪市東淀川区に本社を置く、日本の工業用洗剤メーカーである。

## 会社概要
主に企業向け特殊洗剤を製造販売している。中でも「ザ・パワークリーン」等の工業用洗剤は同社の主力洗剤として知られ、汚れの激しい重機械産業等の現場で重宝されている。
近年では、ゴミを啄むカラス除去を目的とした「SYKカラスガード」などのアイデア商品が販売されている。

## 社歴
創業以降は機械に使う平ベルト用のワックスの製造を行っていた。1963年に洗剤の製造を開始。水と油に界面活性剤を加えて高速かくはん機で混ぜるエマルション技術を使ったクリーム状の洗剤を開発した。
1985年に工業技術院大阪工業技術研究所と共同開発したエマルション技術を利用した徐放性マイクロカプセルの独占的な製造、販売権を獲得。1987年にマイクロカプセル量産のための工場を兵庫県西宮市に建設。1992年には西宮工場内の遊休地に粒子の大きさが均一なマイクロカプセル（球形多孔質シリカ微粒子）の量産のための新棟を建設した。
1980年代後半以降は、営業所の設立にも着手し、東京や名古屋、広島などに営業所を設立。1996年には「ファーストフローラ」と呼ばれるパートタイマーや契約社員の女性で構成された営業部隊を採用している。

## ラジオCM
頻繁ではないものの、時折ながらMBSラジオでラジオCMが放送されている。